# To Be Continued
《To Be Continued》（韓語：투 비 컨티뉴드）為8月18日起，每周一至周四於Naver TVcast網絡播出且與每周四於MBC every1頻道同時播出之節目。
 Naver TVcast每日播出一集，MBC every1則每日播出四集。

## 花絮
Fantagio的全新男子組合ASTRO將通過網路漫畫連續劇《To Be Continued》揭下他們的神秘面紗，這也是國內首次採用這樣的方式。與原有的通過選拔賽模式，公開選拔過程的單一模式截然不同。

通過漫畫連續劇公開的組合，將更賦予他們各色，成員彼此之間擁有的才能和特色，通過連續劇得以發揮。

## 劇情
劇情講述即將出道的男子團體 Fantagio (ASTRO飾)，在出道前突然穿越回到過去，且在知情的雅琳(金賽綸 飾)幫助下，得以圓滿成功順利出道的奇幻青春故事的成長連續劇。

## 演員列表

### 主要人物
- 金賽綸 飾演 鄭雅琳
- MJ
- JIN JIN
- 車銀優
- 文彬
- Rocky
- 尹產賀
- 安彩妍 飾演 夏天

### 其他人物
- 徐康俊 飾演 雅琳哥哥
- 李昭娟 飾演  企劃室長
- 姜漢娜 飾演  班導師
- 林賢成 飾演  體育老師
- 鄭糠雲 飾演 計程車司機
- 姜泰伍 飾演 黑道份子
- Hello Venus  飾演 SUNHYUK團體
- 磪有情（I.O.I、Weki Meki）
- 金度延（I.O.I、Weki Meki）
- 金秀璟（Weki Meki）
- 鄭海琳（Weki Meki）
- 魯孝靜（Weki Meki）
- 秋藝真

## 外部連結
- MBC
- Naver TVcast[]